# Церковь Николая Чудотворца (Карачарово)
Церковь Николая Чудотворца — недействующий православный храм в селе Карачарово Волоколамского городского округа Московской области. Построен в 1795 году по проекту архитектора Матвея Казакова на средства Льва Разумовского. По аналогичному проекту построена и московская церковь Космы и Дамиана на Маросейке. В настоящее время Никольская церковь заброшена и находится в неудовлетворительном состоянии. Имеет статус памятника архитектуры. Приписана к Троицкому храму села Болычева.

## Описание
Ротондальный храм с трапезной и колокольней построен в стиле классицизм. Основной объём храма перекрыт куполом с люкарнами. Купол увенчан барабаном с главкой. К основному объёму храма примыкает апсида и приделы (Ильинский и Льва Катанского), равные по высоте апсиде. С западной стороны примыкает трапезная и двухъярусная колокольня, поставленные по продольной оси сооружения. Симметрично расположенные боковые входы украшены двухколонными портиками.

## История
Деревянная церковь Святителя Николая была построена в селе Карачарово, которое было уничтожено в Смутное время и стало пустошью. С 1626 года земля сдавалась в оброк князю Ивану Шаховскому, но восстановлена церковь была только в 1684 году. В дальнейшем село Карачарово сменило нескольких владельцев. В 1795 году по заказу владельца села, Льва Кирилловича Разумовского, была построена каменная церковь, сохранившаяся до наших дней.
В 1930-е годы храм был закрыт. В настоящее время храм заброшен и находится в неудовлетворительном состоянии, несмотря на то, что он является объектом культурного наследия федерального значения.